# 헬싱키 노면전차

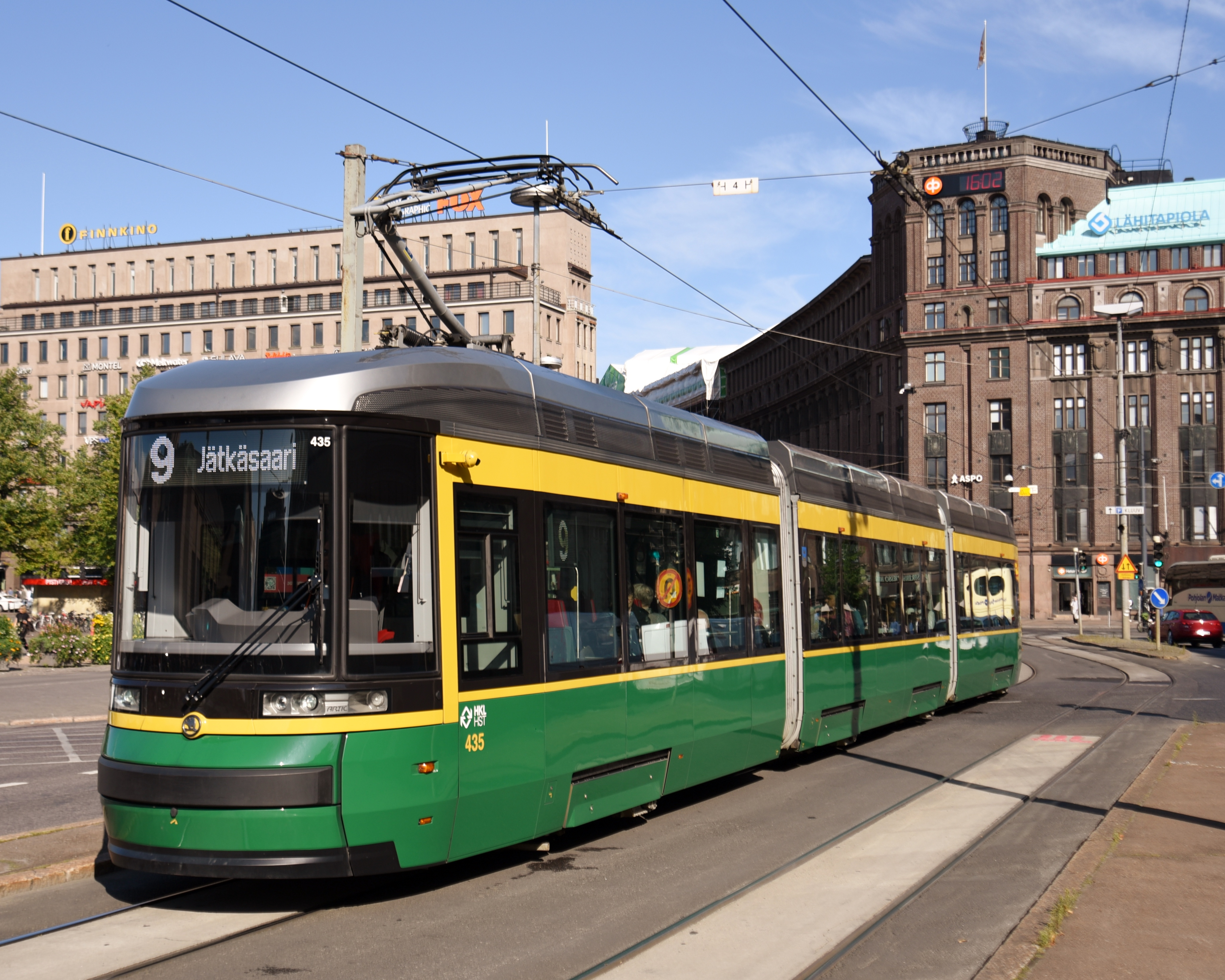
헬싱키 노면전차

헬싱키 노면전차(핀란드어: Helsingin raitioliikenne)는 핀란드 헬싱키에서 운영되는 노면전차 시스템이다. 노면전차는 헬싱키의 주요 교통 수단이다.